# Lieja-Bastoña-Lieja 1956
La Lieja-Bastogne-Lieja 1956 fue la 42.ª edición de la clásica ciclista Lieja-Bastoña-Lieja. La carrera se disputó el domingo 6 de mayo de 1956, sobre un recorrido de 247 km. El vencedor final fue el belga Alfred De Bruyne (Mercier-Hutchinson-BP) que se impuso el primer triunfo de los tres que conseguiría en esta carrera al imponerse a su compañero de fuga, el también belga Richard Van Genechten (Elve-Peugeot). Su compatriota Alex Close (Elvé-Peugeot) completó el podio. 

## Clasificación final
| Posición | Ciclista              | Equipo                    | Tiempo   |
| -------- | --------------------- | ------------------------- | -------- |
| 1        | Alfred De Bruyne      | Mercier-Hutchinson-BP     | 7h03'45" |
| 2        | Richard Van Genechten | Elvé-Peugeot              | s.t.     |
| 3        | Alex Close            | Elvé-Peugeot              | a 1'16"  |
| 4        | André Vlayen          | Elvé-Peugeot              | a 1'44"  |
| 5        | Rik Van Looy          | Faema                     | s.t.     |
| 6        | Désiré Keteleer       | Van Hauwaert-Faema-Guerra | s.t.     |
| 7        | Pino Cerami           | Elvé-Peugeot              | s.t.     |
| 8        | Jean Vliegen          | Libertas                  | s.t.     |
| 9        | Jean Forestier        | Follis-Dunlop             | s.t.     |
| 10       | Wim Van Est           | Locomotief-Vredestein     | s.t.     |